# Marcos Pirán
Marcos Pirán (* 7. März 1961 in Buenos Aires) ist ein argentinischer römisch-katholischer Geistlicher und Weihbischof im kubanischen Bistum Holguín.

## Leben
Marcos Pirán studierte Philosophie und Katholische Theologie am Priesterseminar San Agustín in San Isidro. Pirán empfing am 9. Dezember 1988 durch den Bischof von San Isidro, Jorge Casaretto, das Sakrament der Priesterweihe.
Pirán war zunächst als Pfarrvikar der Pfarrei Nuestra Señora del Perpetuo Socorro in Rincón de Milberg sowie später als Pfarrer der Pfarreien Sagrada Familia und San Antonio in Carapachay tätig. 2000 wurde er als Missionar nach Kuba ins Bistum Holguín entsandt, wo er Seelsorger in der Pfarrei San José in Holguín wurde. Von 2005 bis 2012 war Marcos Pirán Pfarrer in Maisí im Bistum Guantánamo-Baracoa. Anschließend kehrte er ins Bistum Holguín zurück und wurde Pfarrer der Pfarrei San José. Seit 2016 ist Pirán Mitglied der diözesanen Kommission für Missionsangelegenheiten. Ferner ist er seit 2020 zudem Bischofsvikar für das Vikariat Holguín sowie Mitglied des Priesterrats und des Konsultorenkollegiums des Bistums Holguín.
Am 19. März 2021 ernannte ihn Papst Franziskus zum Titularbischof von Boseta und zum Weihbischof in Holguín. Der Bischof von Holguín, Emilio Aranguren Echeverría, spendete ihm am 15. Mai desselben Jahres in der Kathedrale San Isidoro in Holguín die Bischofsweihe; Mitkonsekratoren waren der Apostolische Nuntius in Kuba, Erzbischof Giampiero Gloder, und der Bischof von Pinar del Río, Juan de Dios Hernández Ruiz SJ.